# غنی کشمیری
محمدطاهر غنی کشمیری (؟ - ۱۶۶۸م) شاعر فارسی‌سرای سبک هندی در سده هفدهم میلادی/یازدهم هجری بود.

## زندگی و شاعری
محمدطاهر غنی کشمیری در سالی نامعلوم در اقلیم کشمیر زاده شد. از شاگردان سرشناس شیخ محسن فانی کشمیری بود. او را شاعری «نغزگوی و نازک‌خیال» توصیف نموده‌اند که «از صفای طینت و علو همت بهره‌ای کافی داشته و اغلب اشعارش مبین این است که غنی از جهات معنوی نیز غنی بوده است». اشعار غنی کشمیری همچنین از نگاه معناپردازی نوگراست.

غنی کشمیری در سال ۱۰۷۸ق/۱۶۶۸م در جوانی درگذشت؛ ماده‌تاریخ آن از نظمی تبریزی:
| از جهان گرچه غنی رفت، ولی |  | چه اثرها که ز خود ننهاده؟ |
| دیده‌ام دفتر و دیوانش را   |  | در سخن، داد سخن را داده   |
| سال تاریخ وفاتش جستم      |  | عقل گفتا: غنی آزاده       |

## آثار
- دیوان: نخستین بار در سال ۱۲۶۱ق/ ۱۸۴۵م چاپ سنگی شد.[۱]